# Prietella lundbergi
The phantom blindcat (Prietella lundbergi) là một loài cá thuộc họ Ictaluridae. Nó là loài đặc hữu của México. Môi trường sống tự nhiên của nó là các con sông.